# Poiana, Teleorman
Poiana (în trecut Flămânda) este un sat în comuna Ciuperceni din județul Teleorman, Muntenia, România.
Între anii 1417-1829 a făcut parte din Raiaua Turnu (Kaza Kule) a Imperiului Otoman. 